# Bandera panafricana
La bandera panafricana, también conocida como la bandera de la UNIA (Universal Negro Improvement Association and African Communities League) o la bandera de liberación negra entre otros nombres, es una bandera tricolor que consta de tres franjas horizontales (roja, negra y verde, de arriba abajo) y de igual tamaño. Fue adoptada formalmente por la Asociación Universal de Desarrollo Negro y la Liga de Comunidades Africanas (UNIA) el 13 de agosto de 1920 en el Artículo 39 de la Declaración de los Derechos de los Pueblos Negros del Mundo, durante su convención en Madison Square Garden en Nueva York (EE. UU.). Las variaciones de la bandera pueden y han sido utilizadas en varios países y territorios en las Américas para representar las ideologías garveyistas.

## Historia

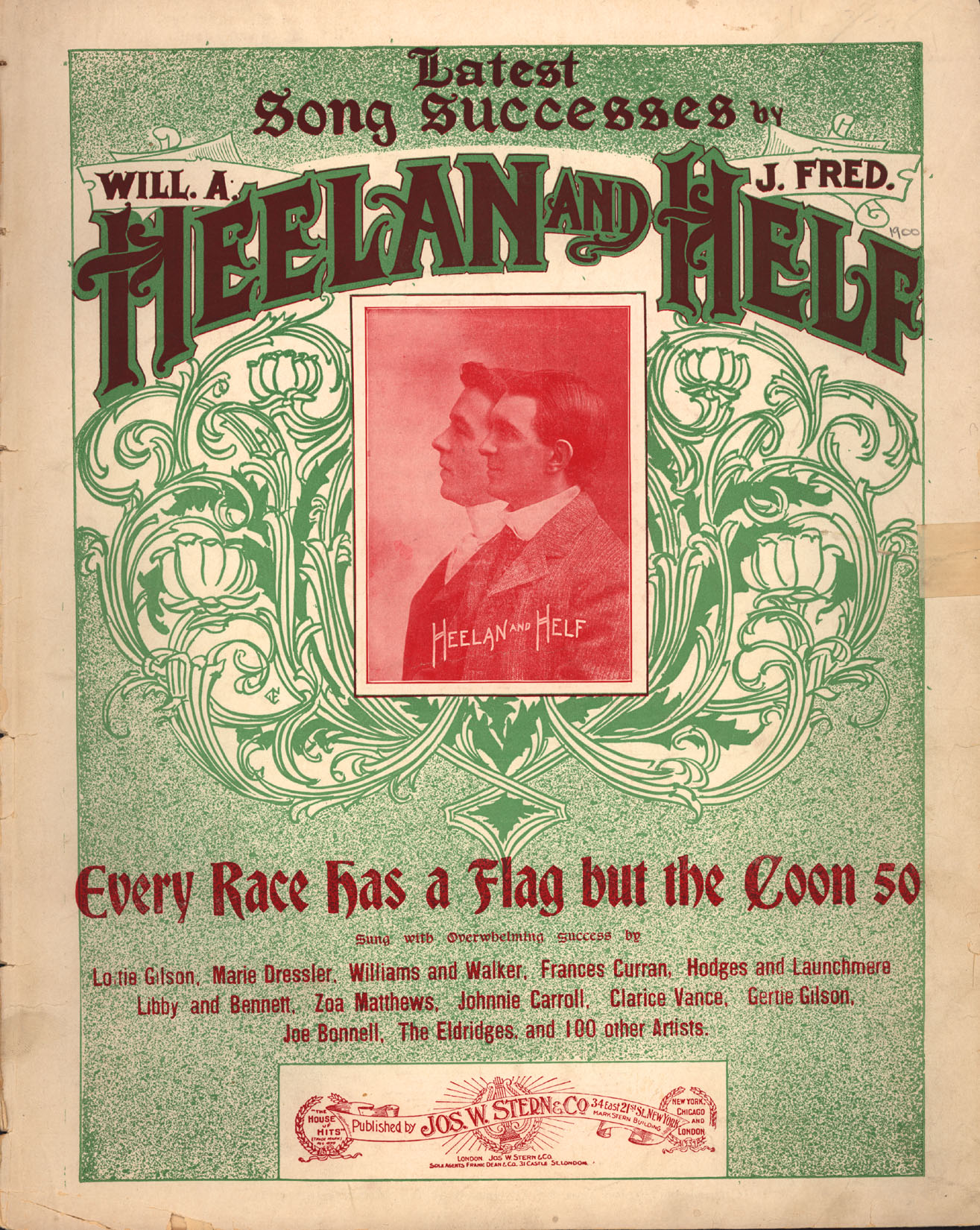
Portada para la partitura de Every Race Has a Flag but the Coon (1900). Coon (pronunciado /kun/) es un término peyorativo estadounidense para los negros.

La bandera fue creada en 1920 por miembros de UNIA en respuesta a la enormemente popular canción de 1900 Every Race Has a Flag but the Coon («todas las razas tienen una bandera excepto la negra»). En un informe de 1927 de un discurso de 1921 que apareció en el semanario Negro World, se citó a Marcus Garvey diciendo:

Muéstrame la raza o la nación sin bandera, y te mostraré una raza de personas sin ningún orgullo. ¡Sí! En canciones e imitaciones, han dicho: «Cada raza tiene una bandera, excepto los coons». ¡Cuan cierto! ¡Sí! Pero eso se dijo de nosotros hace cuatro años. No pueden decirlo ahora...
Marcus Garvey

El Catecismo Negro Universal, publicado por la UNIA en 1921, se refiere a los colores de la bandera que significa:

El rojo es el color de la sangre que los hombres deben derramar para su redención y libertad; el negro es el color de la noble y distinguida raza a la que pertenecemos; El verde es el color de la exuberante vegetación de nuestra Patria.

El periodista Charles Mowbray White ha afirmado que Garvey propuso los colores rojo, negro y verde por las siguientes razones: «Garvey dijo que el rojo era simpatizante de los 'Rojos del mundo', y el Verde su simpatía por los irlandeses en su lucha por la libertad y el negro [para] el Negro».
Según la UNIA más recientemente, los tres colores en la bandera nacionalista negra representan:
- Rojo, la sangre que une a todas las personas de ascendencia africana negra y derramada por la liberación.
- Negro, personas negras cuya existencia como nación, aunque no como estado-nación, se afirma por la existencia de la bandera.
- Verde, la riqueza natural abundante de África.[6]

La bandera se convirtió más tarde en un símbolo nacionalista negro para la liberación mundial de los negros. Como emblema del orgullo negro, la bandera se hizo popular durante el movimiento de Liberación Negra de la década de 1960. En 1971, la junta escolar de Newark, Nueva Jersey, aprobó una resolución que permitía izar la bandera en las aulas de las escuelas públicas. Cuatro de los nueve miembros de la junta no estaban presentes en ese momento, y la resolución fue presentada por los miembros adolescentes de la junta, designado por la alcaldía. Se produjo una feroz controversia, incluida una orden judicial que la junta muestra por qué no deberían verse obligados a rescindir la resolución, y al menos dos propuestas legislativas estatales para prohibir banderas étnicas y banderas nacionales (que no sean la bandera de EE. UU.) en las aulas públicas.
En los Estados Unidos, la bandera actualmente está ampliamente disponible a través de tiendas de banderas o tiendas especializadas étnicas. Se ve comúnmente en desfiles que conmemoran el Día de Martin Luther King Jr., manifestaciones de derechos civiles y otros eventos especiales.

### sigloXXI
En los Estados Unidos, luego de la negativa de un gran jurado de acusar a un oficial de policía en el tiroteo de Michael Brown (9 de agosto de 2014) en Ferguson, Misuri, un estudiante de la Universidad de Howard reemplazó la bandera de los Estados Unidos en el asta de la escuela de Washington D. C. del campus con un Bandera nacionalista negra volando a media asta. El incidente provocó que el presidente de la universidad, Wayne Frederick, emitiera una declaración en la que desaprobaba la aparición de banderas por parte de personal no autorizado.

## Banderas derivadas

Bandera de Biafra

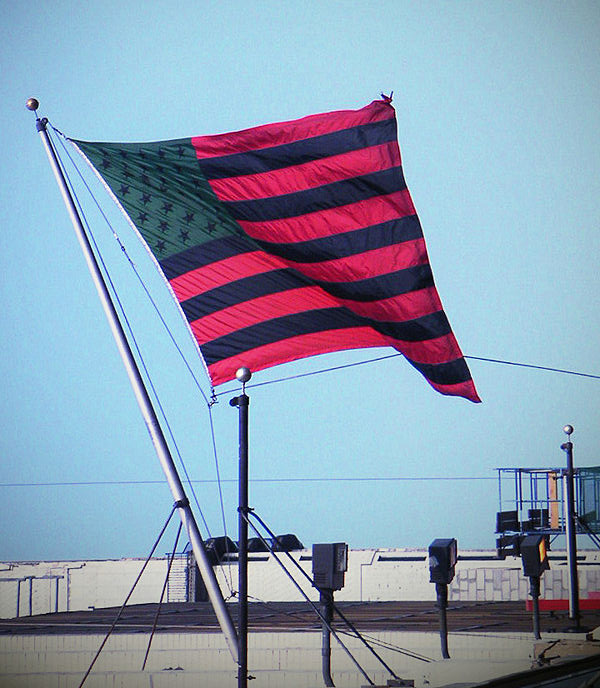
Bandera afroamericana izada en Nueva York.

Bandera afroamericana.

La bandera de Biafra es una variante de la panafricana con un ocaso en el centro. Los colores se basan directamente en el diseño de Garvey.
La bandera de Malawi, emitida en 1964, es muy similar, y refleja el orden de rayas de la bandera nacionalista negra. No se basa directamente en la bandera de Garvey, aunque los colores tienen el mismo simbolismo: rojo para la sangre que simboliza la lucha de la gente, verde para la vegetación y negro para la raza de la gente.

Bandera de Malawi

Bandera de Sudán del Sur

Bandera de la República de Nueva África.

La bandera del Congreso Nacional Africano tiene tres franjas horizontales, descendiendo en negro, verde y amarillo oscuro (dorado).

Bandera de San Cristóbal y Nieves.

El Servicio Postal de los Estados Unidos emitió un sello en 1997 para conmemorar a Kwanzaa con una pintura de la bella artista Synthia Saint James de una familia de piel oscura que vestía prendas tradicionales en algunas partes de África y de moda para ocasiones especiales entre los afroamericanos. Los miembros de la familia sostienen comida, regalos y una bandera. La bandera en el sello puede haber estado destinada a representar la bandera panafricana. Sin embargo, en lugar de las franjas que descienden en rojo, negro y verde, la bandera del sello transpone las dos bandas superiores y desciende en negro, rojo y verde.
En 1990, el artista David Hammons creó una obra llamada «Bandera afroamericana», actualmente en el Museo de Arte Moderno de la ciudad de Nueva York. Basado en la bandera de EE. UU., sus rayas son negras y rojas, el campo es verde y las estrellas en el campo son negras.
En respuesta a la controversia sobre el vuelo de la bandera confederada, una compañía dirigida por afroamericanos llamada NuSouth creó una bandera basada en el jack naval confederado, con las estrellas blancas y el contorno del saltire reemplazado por verde y el saltire azul hecho negro.
La bandera de San Cristóbal y Nieves tiene colores similares, dispuestos en diagonal y separados por líneas amarillas. Es similar a la bandera de Malawi en que los colores no se toman directamente de la bandera panafricana, pero el simbolismo es el mismo.

## Terminología
La bandera es conocida bajo otros nombres:
- Bandera de la UNIA, por la asociación que la creó.
- Bandera de Marcus Garvey
- Bandera africana universal
- Bandera africana internacional
- Bandera de Liberación Negra
- Bandera nacionalista negra
- Bandera nacionalista africana
- Bandera afroamericana
- Bendera Ya Taifa (en kiswahili «bandera de la nación»), en referencia a su uso durante el Kwanzaa.

## Día festivo propuesto
En 1999, apareció un artículo en la edición del 25 de julio de The Black World Today que sugería que, como un acto de solidaridad global, cada 17 de agosto debería celebrarse en todo el mundo como el Día Universal de la Bandera Africana con la bandera roja, negra y verde. El 17 de agosto es el cumpleaños de Marcus Garvey.